# Yell Group
Die Yell Group plc ist ein Dienstleistungsunternehmen aus Großbritannien, das Telefonverzeichnisse und weitere, ähnliche Dienste erbringt. Das Unternehmen ist an der Londoner Börse im FTSE 100 gelistet.
Yell Group hat seinen Firmensitz in Reading in Berkshire, westlich von London, England.
Das Unternehmen wurde 2001 durch Privatisierung eines Firmenbereiches der ehemals staatlichen britischen Telefongesellschaft BT Group, das die Gelben Seiten in Großbritannien herausbrachte, gegründet. Im März 2006 beschäftigte das Unternehmen rund 11.368 Mitarbeiter.
Yell Group bietet die Gelben Seiten in Buchformat und online an.
2005 erwarb Yell Group in den Vereinigten Staaten das Unternehmen TransWestern Holdings L.P., das in 25 Bundesstaaten in den Vereinigten Staaten Telefonverzeichnisse herausbringt.
2006 übernahm Yell Group 59,9 % von dem spanischen Dienstleistungsunternehmen Telefónica Publicidad e Información (TPI) von dem Unternehmen Telefónica.